# Avicii
Avicii (občanským jménem Tim Bergling, 8. září 1989 Stockholm, Švédsko – 20. dubna 2018 Maskat, Omán) byl švédský DJ nominovaný na cenu Grammy, remixer a hudební producent. Jeho debutový singl, „Seek Bromance“, se držel v žebříčcích Top 20 v mnoha zemích, včetně Velké Británie, Belgie, Nizozemska a rodného Švédska.
V roce 2011 vydal singl „Levels“, který okamžitě obsadil žebříčky Top 10 ve Velké Británii, Irsku, Rakousku, Dánsku, Nizozemsku, Německu, Řecku a Švédsku; téhož roku se také umístil na 6. místě žebříčku Top 100 DJ's vyhlašovaným časopisem DJ Mag. Od té doby se držel na předních příčkách tohoto prestižního časopisu.
Svou hudbu vytvářel v počítačovém programu FL Studio, který je velmi oblíben pro svou jednoduchost.

## Život a kariéra
Narodil se 8. září 1989 ve Stockholmu ve Švédsku. V hudebním průmyslu se objevil roku 2008, kdy mu bylo 18 let, kompilací remixu titulního motivu videohry Lazy Jones. To vedlo k vydání jeho první nahrávky ve Strike Recordings, nazvané „Lazy Lace“.
V roce 2010 začal spolupracovat se švédským DJ Johnem Dählbäckem a vydali song nazvaný „Don't Hold Back“. Kromě toho začal pracovat se světoznámými DJi jako je Tiësto a Sebastian Ingrosso. V říjnu 2010 podepsal smlouvu s EMI. Přestože jeho práce byla zaměřena zejména na elektronickou hudbu, EMI vydalo vokálovou verzi songu „Bromance“, pojmenovanou „Seek Bromance“.
V roce 2011 vydal společně s Davidem Guettou song „Sunshine“, který získal nominaci na cenu Grammy jako nejlepší taneční skladba. V téže době také vydal skladbu „Levels“, která se dočkala hned několika verzí a vynesla jej na vrchol jeho kariéry. Dne 14. září 2013 Avicii vydal své první studiové album s názvem True s přední skladbou „Wake Me Up“ (ft. Aloe Blacc).

## Úmrtí
Dne 20. dubna 2018 byl Bergling nalezen mrtvý ve svém hotelovém pokoji v ománském Maskatu, kde trávil dovolenou a čerpal energii k další tvorbě. Příčina úmrtí nebyla v té době známa. O den později, 21. dubna 2018, vyloučila ománská policie smrt následkem spáchání trestného činu. Jeho rodina pak dne 26. dubna 2018 zveřejnila dopis, kde Bergling uvádí, že nemohl nalézt smysl života, štěstí a chce nalézt klid. Prvního května bylo potvrzeno, že příčina smrti Berglinga byla sebevražda. Podle zdrojů se úmyslně pořezal skleněným střepem a v důsledku vysoké ztráty krve zranění podlehl.
Před svou cestou do Ománu pracoval na novém albu a po jeho dokončení se rozhodl pro krátký odpočinek u moře. Album však před svou smrtí nestihl vydat. Prezident nahrávací společnosti Geffen Records Neil Jacobson, se kterým Tim spolupracoval již od skladby „Levels“, pronesl, že se jedná o jeho nejlepší hudbu za posledních několik let. Dne 5. 4. 2019 bylo oznámeno vydání alba s názvem „Tim“, který vybrala jeho rodina (rozdělané písničky dodělali umělci, kteří s ním spolupracovali). Úplně poslední skladba, na které Tim na sklonku svého života pracoval, se jmenuje „SOS“ (feat. Aloe Blacc)
V reakci na jeho úmrtí označil Armin van Buuren Berglinga za „Mozarta elektronické hudby“.

## Diskografie

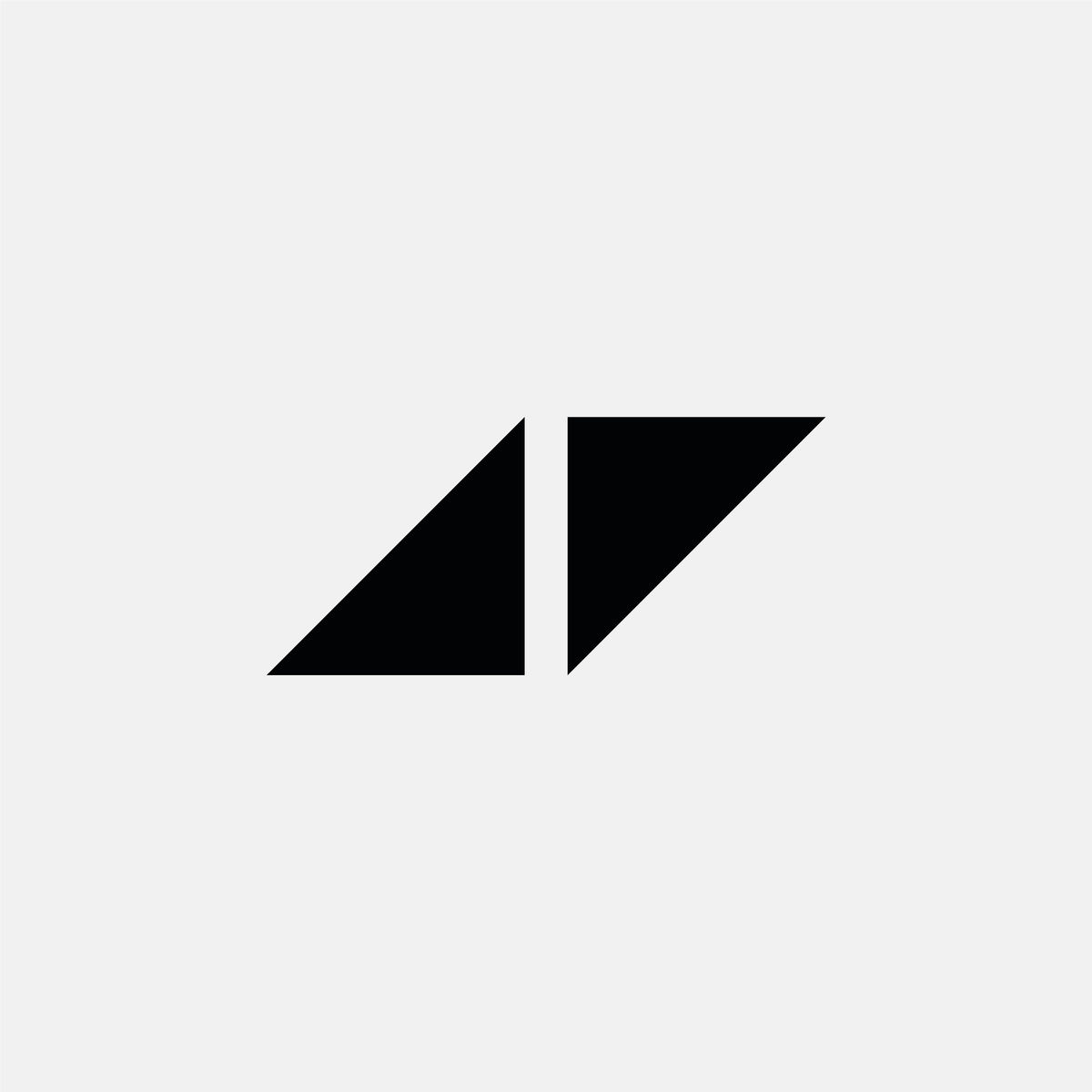
Aviciiho logo

- True (2013)
- Stories (2015)
- TIM (2019)